# Fournets-Luisans
Fournets-Luisans település Franciaországban, Doubs megyében. Lakosainak száma 738 fő (2022. január 1.). Fournets-Luisans Vennes, Fuans, Le Bélieu, Gilley, Orchamps-Vennes, Les Fins, Morteau, Les Combes és Guyans-Vennes községekkel határos.

## Népesség
A település népességének változása:
| Lakosok száma | 645  | 668  | 699  | 699  | 713  | 719  | 734  | 735  | 738  |
|               | 2013 | 2015 | 2016 | 2017 | 2018 | 2019 | 2020 | 2021 | 2022 |